# Turbalton Bay
Turbalton Bay – zatoka (ang. bay) zatoki Inhabitants Bay w kanadyjskiej prowincji Nowa Szkocja, w hrabstwie Richmond; nazwa urzędowo zatwierdzona 1 marca 1956.